# Akroliet

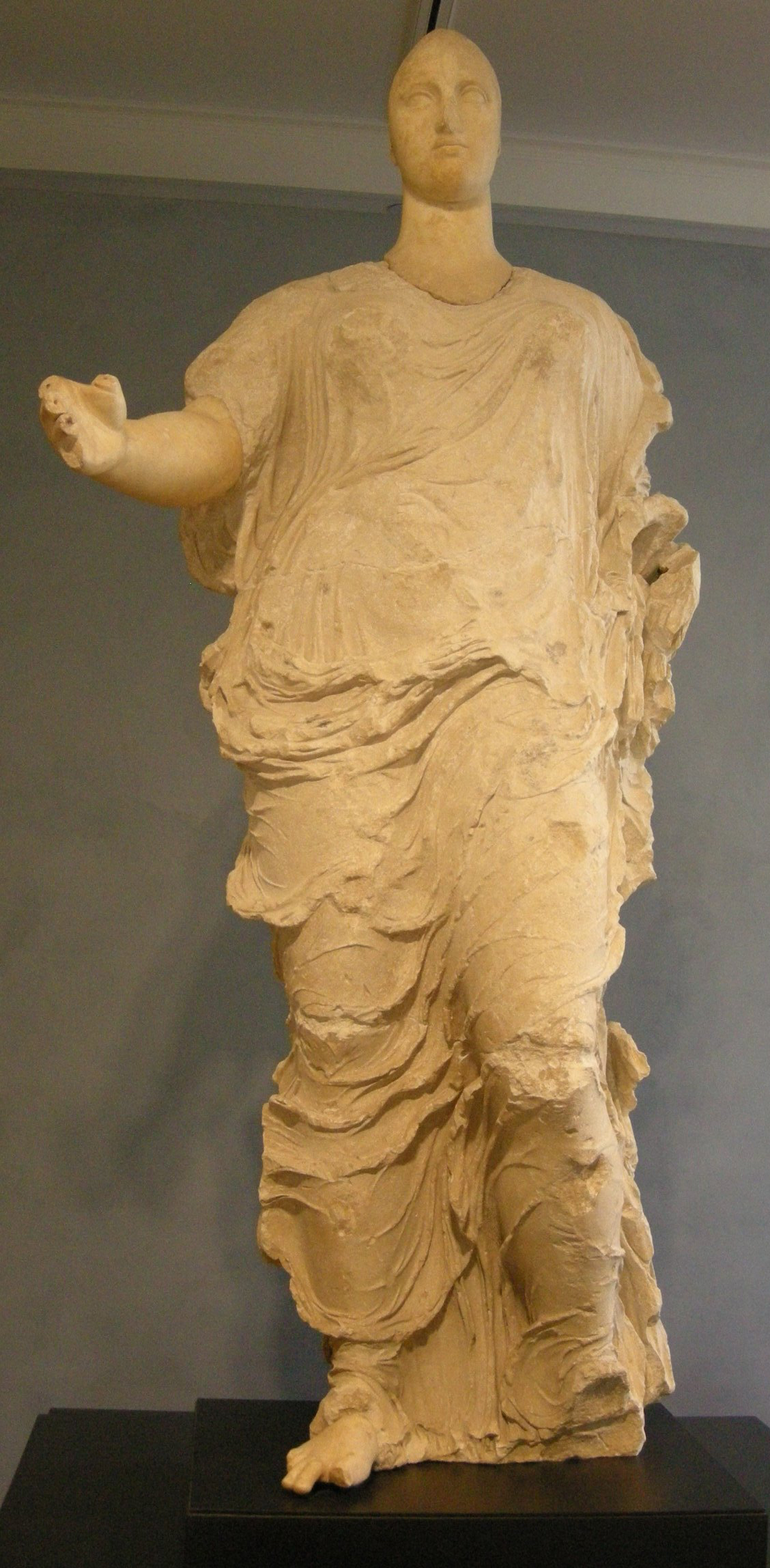
Venus van Morgantina, voorheen als Aphrodite van Morgantina in het Getty Museum.

Een akroliet is een beeldhouwwerk dat is samengesteld uit verschillende materialen. De lichaamsuiteinden zijn in steen of marmer gemaakt en de torso in een ander materiaal. 
Een bekend voorbeeld is de Aphrodite van Morgantina die zich vroeger in het J. Paul Getty Museum bevond, maar in maart 2011 naar Italië terugkeerde. Het lichaam van het beeld is uit kalksteen gehouwen, het hoofd, de handen en de voeten zijn uit kostbaar kristallijn marmer. In de antieke oudheid gebruikte men dikwijls hout voor de torso, en werd dat deel van het beeld geschilderd of verborgen door kleding. Dit type van sculptuur was vrij populair in de antieke Oud-Griekse beeldhouwkunst. Door de vergankelijkheid van die materialen bleven alleen de hardstenen delen bewaard. Een ander bekend voorbeeld is de Colossus van Constantijn. De teruggevonden delen zijn nu te zien op een binnenplaats van het Palazzo dei Conservatori van de Musei Capitolini.
In Sagalassos werden in 2007 fragmenten van een beeld van keizer Hadrianus gevonden die deel hebben uitgemaakt van een akroliet van bijna vijf meter hoog. In augustus 2008 raakte bekend dat op dezelfde plaats delen van een beeld van de Romeinse keizerin Faustina de Oudere, echtgenote van keizer Antoninus Pius, werden ontdekt. Even later werden het hoofd en lichaamsdelen van een beeld van keizer Marcus Aurelius ontdekt. Al deze fragmenten verkeren in een uitstekende staat. Ook dit beeld mat ongeveer 5 meter. De beelden bevonden zich in de niches van een zaal in het badgebouw. Ze worden tentoongesteld in het museum van Burdur. Men vermoedt dat in de onopgegraven niches andere beelden van de Antonijnse dynastie zullen opduiken.
Een ander type van composiet structuur van beeldhouwwerk is de chryselefantien, waarbij goud en ivoor gebruikt werden voor de bekleding van een houten beeld.